# Kallunagathihalli, Turuvekere
Kallunagathihalli là một làng thuộc tehsil Turuvekere, huyện Tumkur, bang Karnataka, Ấn Độ.